# 自由鳳梨

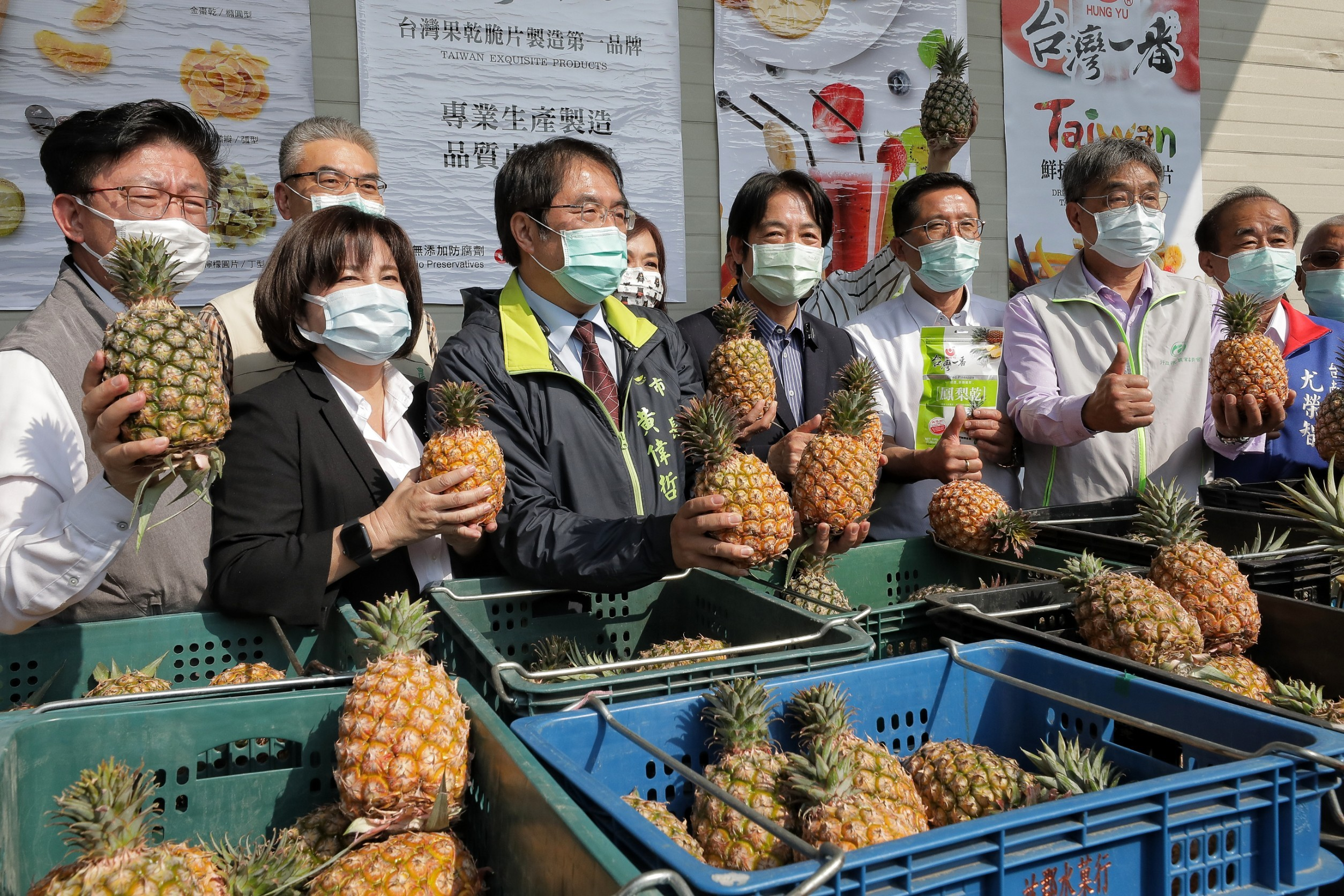
2021年2月28日，賴清德和黃偉哲在臺南表態支持鳳梨農

自由鳳梨是各界於2021年作出的針對中华人民共和国政府禁止進口台灣鳳梨的政治和社會回應。這一舉措刺激了中華民國國内外消費，彌補了在中国大陆市場的損失。此前，出口到中國大陸的台灣鳳梨佔台灣鳳梨總出口量的97%。儘管此活動受到了台灣本地、日本、澳大利亞和美國民衆的熱烈歡迎，但還是未能完全補償台灣的經濟損失。在2021年，台灣鳳梨出口量下降至2019年水平的55％。